# Debra Paget
Cet article possède des paronymes, voir Debra Winger, Deborah Kerr, Debbie Reynolds et Régis Debray.
Pour les articles homonymes, voir Paget.
 (septembre 2020).
Si vous disposez d'ouvrages ou d'articles de référence ou si vous connaissez des sites web de qualité traitant du thème abordé ici, merci de compléter l'article en donnant les références utiles à sa vérifiabilité et en les liant à la section « Notes et références ».
Debra Paget, née Debralee Griffin, est une actrice américaine née le 19 août 1933 à Denver dans le Colorado.
Beauté brune exotique, Debra Paget est notamment connue du grand public pour son rôle de Lilia dans le film Les Dix Commandements (1956) de Cecil B. DeMille, ainsi que dans le premier film d'Elvis Presley, Le Cavalier du crépuscule (1956) de Robert D. Webb, mais également pour sa scène de danse du serpent risquée (pour l'époque) dans le film Le Tombeau hindou (1959) de Fritz Lang.

## Biographie

### Jeunesse et débuts
Debralee Griffin quitte le Colorado très jeune pour s'installer à Los Angeles car sa mère envisage une carrière à Hollywood pour ses enfants. Elle prendra alors le nom de scène de « Paget » en référence à ses ancêtres, Lord et Lady Paget.
La jeune Debra Paget travaille dès huit ans. En 1946, elle fait partie de la distribution de la pièce Les Joyeuses Commères de Windsor de Shakespeare. Elle débute en tant que danseuse puis continue sa carrière au théâtre et au cinéma dès 1948.

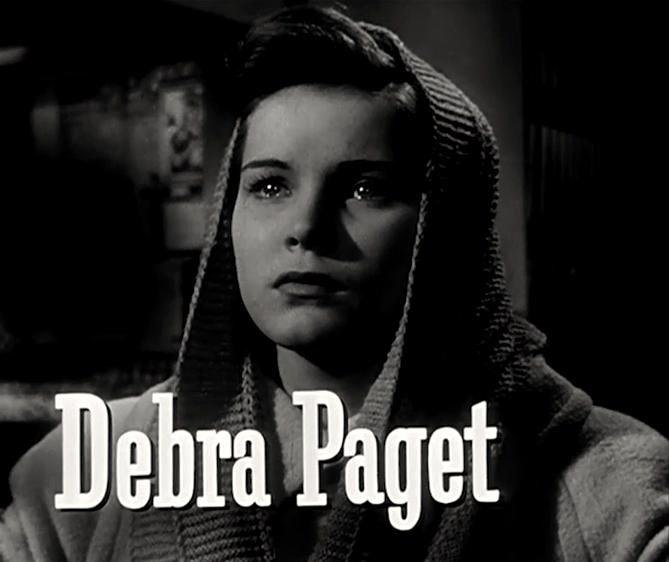
Debra Paget dans La Proie (1948).

Découverte en 1949 par Robert Siodmak, un des maîtres du film noir, elle s'illustre dans le genre à ses débuts avec La Maison des étrangers (1949) de Joseph Mankiewicz, où elle joue le rôle de la jeune fiancée italienne de Richard Conte, et dans 14 Heures (1951) de Henry Hathaway), éclipsée à chaque fois par des comédiennes confirmées (Susan Hayward et Barbara Bel Geddes).

### Carrière au cinéma
La beauté brune de Debra Paget la destine aux emplois exotiques. Elle s'illustre ainsi en Indienne (La Flèche brisée avec James Stewart la sacre vedette) ou en Hawaïenne promise au volcan, dans les films pacifistes de Delmer Daves et plus tard de Richard Brooks, dans le film d'aventures historiques (La Flibustière des Antilles dont l'héroïne est jouée par Jean Peters, Prince Vaillant où elle tient le second rôle féminin derrière la blonde Janet Leigh), le péplum (La Princesse du Nil, Les Gladiateurs où Susan Hayward s'impose encore au premier plan, Les Dix Commandements avec Anne Baxter et Yvonne De Carlo, La Vallée des Pharaons / La Fille de Cléopâtre - cosigné par Damiano Damiani - en Italie) et l'aventure exotique (Omar Khayyam et surtout les deux films de Fritz Lang qui couronnent sa carrière : Le Tigre du Bengale et sa suite Le Tombeau hindou). Cependant ces deux chefs-d'œuvre précèdent de peu le déclin de l'actrice. Elle quitte la Fox en 1955.

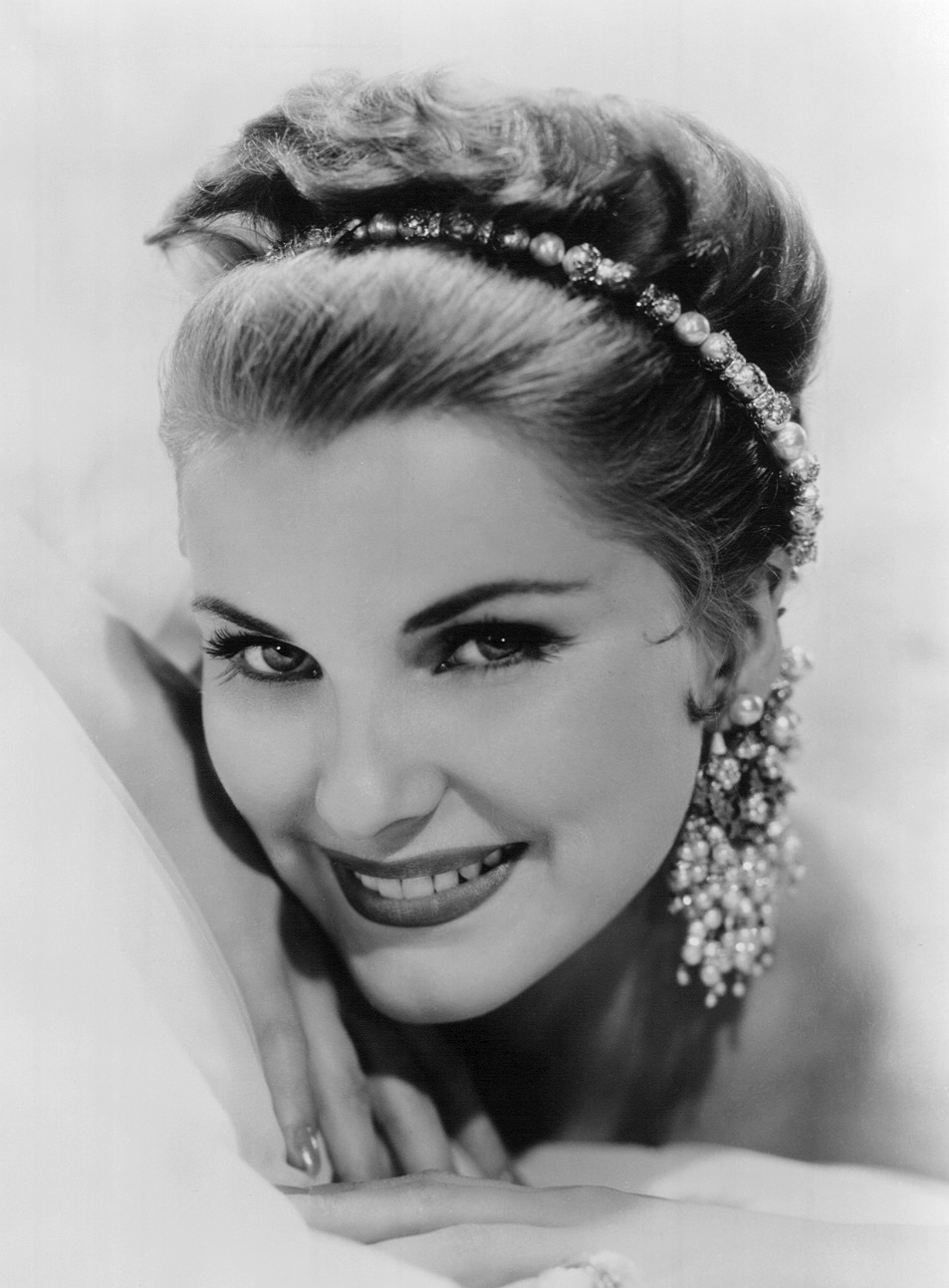
Debra Paget en 1958.

L'actrice revient périodiquement au western, un de ses genres favoris (elle est la partenaire d’Elvis Presley dans Le Cavalier du crépuscule) mais, selon Michael Henry[Qui ?], « beaucoup plus charnelles et perverses sont ses créations dans les paraboles [policières] d'Allan Dwan ».
Elle s'illustre ensuite dans la science-fiction avec De la Terre à la Lune et dans l'horreur (ses deux derniers films sont signés Roger Corman, d'après les œuvres d'Edgar Allan Poe et de Lovecraft).

### Radio et télévision
Parallèlement à sa carrière devant les caméras, Debra Paget participe de 1950 à 1956 à six pièces radiophoniques pour le Family Theater ainsi qu'à quatre épisodes de la série Lux Radio Theater ; Burt Lancaster, Tyrone Power, Cesar Romero, Ronald Colman ou Robert Stack lui donnent la réplique ; elle participe ainsi aux adaptations de deux de ses films, La Flèche brisée et Les Misérables d'après Hugo - une pratique courante à l'époque.
Elle se tourne dès les années 1950 vers la télévision, apparaissant notamment dans La Grande Caravane, Rawhide (avec le débutant Clint Eastwood) et L'Homme à la Rolls (son dernier rôle en 1965). 

### Vie privée
Debra Paget a connu pas mal d'aléas dans sa vie privée : son mariage avec l'acteur et chanteur David Street en 1958 a duré quatre mois ; en 1960 son mariage avec le réalisateur Budd Boetticher a duré 22 jours.
Elle quitte le monde du spectacle après son mariage en 1964 avec Louis C. Kung (Kung Ling-chie) (孔令俊; Kong Lingjun), fils de Kong Xiangxi et neveu de Madame Chiang Kai-Shek qui a fait fortune dans l'industrie pétrolière. Ils ont eu un fils, Gregory Kung (Kung Teh-chi) (Kong Deji) (孔德基), et ont divorcé en 1980.

## Filmographie

### Cinéma

#### Années 1940
- 1948 : La Proie de Robert Siodmak : Teena Riconti
- 1949 : Maman est étudiante de Lloyd Bacon : Linda (non créditée)
- 1949 : It Happens Every Spring de Lloyd Bacon : Alice (non créditée)
- 1949  : La Maison des étrangers de Joseph L. Mankiewicz : Maria Domenico

#### Années 1950

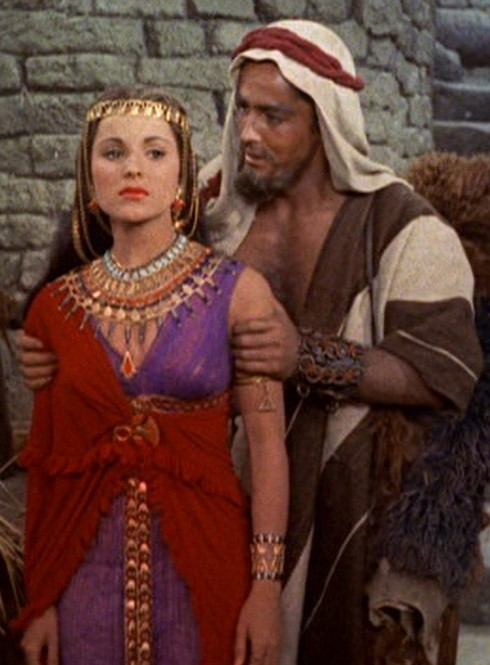
Debra Paget et John Derek dans le film Les Dix Commandements (1956).

- 1950 : La Flèche brisée de Delmer Daves : Sonseeahray
- 1951 : 14 Heures de Henry Hathaway : Ruth
- 1951 : L'Oiseau de paradis de Delmer Daves : Kalua
- 1951 : La Flibustière des Antilles de Jacques Tourneur : Molly LaRochelle
- 1952 : Six filles cherchent un mari de Henry Levin : Martha Gilbreth
- 1952 : La Vie de Jean Valjean de Lewis Milestone : Cosette
- 1952 : La Parade de la gloire de Henry Koster : Lily Becker
- 1954 : Prince Vaillant de Henry Hathaway : Ilene
- 1954 : La Princesse du Nil de Harmon Jones : Princesse Shalimar/Taura
- 1954 : Les Gladiateurs de Delmer Daves : Lucia
- 1954 : La Sirène de Bâton Rouge de Henry Levin : Melanie Barbee
- 1955 : La Plume blanche de Robert D. Webb
- 1955 : Sept Hommes en colère (Seven Angry Men) de Charles Marquis Warren : Elizabeth Clark
- 1956 : La Dernière chasse de Richard Brooks : Une indienne
- 1956 : Les Dix Commandements de Cecil B. DeMille : Lilia
- 1956 : Le Cavalier du crépuscule de Robert D. Webb : Cathy Reno
- 1957 : Le Bord de la rivière d'Allan Dwan : Margaret Fowler
- 1957  : Les Amours d'Omar Khayyam de William Dieterle : Sharain
- 1958 : De la Terre à la Lune de Byron Haskin : Virginia Nicholl
- 1959 : Le Tigre du Bengale de Fritz Lang : Seetha
- 1959 : Le Tombeau hindou de Fritz Lang : Seetha

#### Années 1960
- 1960 : Journey to the Lost City de Fritz Lang : Seetha
- 1960  : Why Must I Die? de Roy Del Ruth : Dottie Manson
- 1960  : La Vallée des pharaons de Fernando Cerchio : Shila
- 1961 : Abattez cet homme (Most Dangerous Man Alive) d'Allan Dwan : Linda Marlow
- 1961  : Les Brigands (I masnadieri) de Mario Bonnard : Esmeralda
- 1962 : L'Empire de la terreur de Roger Corman : Helene
- 1963 : La Malédiction d'Arkham de Roger Corman : Ann Ward

### Télévision
- 1956 : The 20th Century-Fox Hour (série) : Mary Conners
- 1956-1957 : Climax! (série) : Maria / Natalie
- 1958-1959 : La Grande Caravane (série) : Marie Dupree / Angela Devarga
- 1959 : Cimarron City (en) (série) : Margaret Smith
- 1959 : Riverboat (série) : Lela Russell
- 1959 : The Man and the Challenge (série) : Liza Dantes
- 1960 : Johnny Ringo (série) : Agnes St. John
- 1960 : The Millionaire (série) : Mara Robinson
- 1960-1962 : Rawhide (saison 2, épisode 31, « Le jardin idyllique ») : Laura Ashley
- 1961 : Tales of Wells Fargo (série) : Kate Timmons
- 1963-1965 : L'Homme à la Rolls (série) : Juliet / Helen Harper

## Distinction
En 1987, Debra Paget reçoit un Golden Boot Award en hommage à sa contribution au développement et au maintien du western à l'écran.